# محوطه کینی مخون
محوطه کینی مخون در الشتر، در دامنه شمال‌غربی کوه نشانه واقع شده و این اثر در تاریخ ۲۵ اسفند ۱۳۸۰ با شمارهٔ ثبت ۵۰۵۶ به‌عنوان یکی از آثار ملی ایران به ثبت رسیده است.